# الأحمر اللاذع رقم 19
الأحمر اللاذع رقم 19 (بالإنجليزية: Mordant red 19 )‏ عبارة عن مرسخ لوني يستخدم في صبغ النسيج وصيغته الكيميائية C16H13ClN4O5S . وعادة ما يوجد كملح صوديوم .

## وصلات خارجية
- "Mordant+red+19"&btnG=Search+Images&gbv=2&aq=f&oq=&aqi= Google images of Mordant Red 19